# HD 152581
HD 152581は、へびつかい座にある橙色の準巨星または巨星である。太陽系からは、およそ543光年の距離にあるとみられる。その周囲で、1つの太陽系外惑星が発見されている。

## 特徴
HD 152581の見かけの等級は8.4等で、肉眼ではみえない明るさである。スペクトル型はK0で、この型にしては絶対等級が明るいので、主系列段階を過ぎ、準巨星か巨星に進化しているものとみられる。当初は、太陽より低質量の恒星とみられていたので、主系列段階を終えたHD 152581の年齢は、120億年にもなると予想されたが、その後の分析では、太陽よりもやや質量が大きく、年齢も数十億年と推定されている。半径は太陽の5倍程度、表面温度はおよそ5,000K、光度は太陽の15倍程度と推定される。

## 惑星系
2011年、ケック天文台における高精度の視線速度法による観測で、下限質量が木星の1.5倍程度の惑星HD 152581 bが、HD 152581の周りを公転していることが発見された。HD 152581 bは、中心星から1.7au程離れた位置を、およそ687日周期で公転しているとみられる。
| 名称 （恒星に近い順） | 質量       | 軌道長半径 （天文単位） | 公転周期 (日) | 軌道離心率    | 軌道傾斜角 | 半径     |
| --------------------- | ---------- | ----------------------- | ------------- | ------------- | ---------- | -------- |
| b (Ganja)             | > 1.869 MJ | 1.66 ± 0.30             | 686.5 ± 4.8   | 0.040 ± 0.031 | —          | 1.214 RJ |

## 名称
2019年、世界中の全ての国または地域に1つの系外惑星系を命名する機会を提供する「IAU100 Name ExoWorldsプロジェクト」において、HD 152581とHD 152581 bはアゼルバイジャン共和国に割り当てられる系外惑星系となった。このプロジェクトは、「国際天文学連合100周年事業」の一環として計画されたイベントの1つで、アゼルバイジャン国内での選考、国際天文学連合 (IAU) への提案を経て、太陽系外惑星とその母星に固有名が承認されるものであった。2019年12月17日、IAUから最終結果が公表され、HD 152581はMahsati、HD 152581 bはGanjaと命名された。Mahsatiは、アゼルバイジャンで最高の詩人の一人であり、ウマル・ハイヤームやニザーミーともつながりがあったとされるマフサティーが由来。Ganjaは、そのマヒサティやニザーミーなど多くの著名人が輩出し、古代アゼルバイジャンの中心地で、アゼルバイジャン民主共和国の最初の首都でもあった、古都ギャンジャに由来する。